# Imina
Uma imina é um grupo funcional ou composto orgânico com estrutura geral RR'C=NR'', onde R''  pode ser um H ou um grupo orgânico, sendo nesse último caso conhecida também como base de Schiff.
As iminas são o produto da condensação do amoníaco ou uma amina primária com uma cetona ou um aldeído. 
De forma análoga à dupla ligação dos alquenos, as iminas podem apresentar isomeria Z/E. Cabe se esperar que os critérios de estabilidade relativa de um isômero relacionado ao outro sejam os mesmos que com os alquenos (impedimento estérico).
Igualmente como na tautomeria ceto-enólica, também existe a tautomeria imina-enamina com predomínio da primeira (a imina).

## Síntese
O mecanismo de formação da imina, de maneira simplificada, começa com a adição nucleófila da amina sobre o carbonilo eletrófilo do aldeído ou cetona, formando-se um hemiaminal como intermediário, o qual na continuação perde uma molécula de água para conduzir à imina.
A reação habitualmente requer catálise ácida. Além de ser uma reação de equilíbrio para conduzí-la até o produto há de se eliminar a água do meio de reação azeotropicamente ou mediante agentes desidratantes.
As formações de iminas está favorecida quando existe conjugação da ligação dupla carbono-nitrogênio com algum substituinte, tipicamente grupos arilo. Nestos casos a imina é relativamente estável.

## Reações
- A imina pode ser reduzida a amina (aminação redutora).
- A imina pode ser hidrolisada com água aos correspondentes compostos carbonilo e amina.
- A imina reage com mais amina a um amimal.
- A imina reage com CN- na síntese de Strecker de aminoácidos.
- A sais de imínio resultantes da protonação de iminas podem ser intermediários, reagindo com nucleófilos de tipo enol, na reação de Knoevenagel e na reação de Mannich.